# Hiệp hội bóng đá Brunei Darussalam
Hiệp hội bóng đá Brunei Darussalam (tiếng Anh: Football Association of Brunei Darussalam - FABD, tiếng Mã Lai: Persatuan Bolasepak Kebangsaan Negara Brunei Darussalam) là tổ chức quản lý các hoạt động bóng đá ở Brunei. Đây là tổ chức kế nhiệm của Hiệp hội bóng đá Brunei đã bị cấm bởi FIFA và AFC vào năm 2009 do sự can thiệp của chính phủ vào bóng đá.

## Lệnh cấm
Lệnh cấm của FIFA lên bóng đá Brunei Darussalam đã được gỡ bỏ vào năm 2011.